# Rue du Vieil-Hôpital (Nantes)
Pour les articles homonymes, voir Rue du Vieil-Hôpital.
La rue du Vieil-Hôpital est une voie de Nantes, en France.

## Situation et accès
Située dans le centre-ville de Nantes, la rue du Vieil-Hôpital, qui relie la rue de la Paix à l'allée Jean-Bart (cours des 50-Otages), est pavée et fait partie de la zone piétonnière du Bouffay. Elle est rejointe par la rue de la Bléterie sur son côté nord, et longe la place Albert-Athimon.

## Origine du nom
Le nom de la voie vient de la présence, entre 1508 et 1655, du premier hôtel-Dieu de Nantes, appelé jusqu'en 1569 « hôpital Notre-Dame-de-Pitié ».

## Historique
Le premier hôpital de la ville (dit « Notre-Dame-de-Pitié »), fut situé jusqu'en 1499 quartier du Bouffay, « rue des Jacobins » (actuelle rue de l'Emery). Ce premier bâtiment est cédé au couvent des Jacobins par la duchesse Anne de Bretagne, par échange de terrains. Un nouvel hôpital est construit de 1503 à 1508, sous la direction de Guillaume Pâtissier. Un pont, baptisé « Sainte-Catherine », est construit en 1504 dans le prolongement de la rue pour relier l'autre rive de l'Erdre (vers la place Sainte-Catherine) ; cet ouvrage a disparu en 1826. En 1516, une chapelle est construite dans l'enceinte de l'aumônerie. L'établissement, qui conserve l'appellation « Notre-Dame-de-Pitié » à son ouverture. L'aumônerie devient, en 1569, l'hôtel-Dieu de Nantes.
Un nouvel hôtel-Dieu est construit à partir de 1646 sur la prairie de la Madeleine, au sud de l'île Feydeau. En 1655, le « Vieil-Hôpital », soumis aux crues le l'Erdre, est vendu par la ville.
Les derniers vestiges de l'aumônerie Notre-Dame-de-Pitié s'effondrent en 1973.
Après avoir occupé l'« hostellerie des Jacobins » entre 1979 et 2002, la commune libre du Bouffay, fondée en 1974, s'installe dans la rue du Vieil-Hôpital.

## Voies secondaires

### Place Albert-Athimon
La placette, située près de l'extrémité ouest de la rue du Vieil-Hôpital, porte, depuis avril 2004, le nom de l'un fondateur de la « commune libre du Bouffay », dont il fut le « maire »,. À cet endroit pousse un carré de vignes, objet de vendanges festives organisées par la « commune libre » depuis 1976, juste en face du siège actuel de l'association.

## Bâtiments remarquables et lieux de mémoire
L'immeuble construit, entre 1772 et 1776, sur des plans de Jean-Baptiste Ceineray, au sud de l'angle formé avec l'allée Jean-Bart, est inscrit à l'inventaire des monuments historiques depuis 1945